# Aula am Berliner Ring
Die Aula am Berliner Ring ist die größte Spielstätte der Monheimer Kulturwerke. Sie befindet sich im Otto-Hahn-Gymnasium in Monheim am Rhein und hat eine Kapazität von 620 Zuschauern. Sie wird überwiegend für Theater-, Konzert- und Comedy- und Kinoveranstaltungen genutzt. Die Aula wurde 1972 eingeweiht. Sie hat einen hexagonalen Grundriss und verfügt über einen barrierefreien Zugang.
In Zukunft soll die Aula als größte Spielstätte in Monheim durch die sich im Bau befindliche Kulturaffinerie K714  mit bis zu 4800 Besuchern abgelöst werden. Nach Fertigstellung der Kulturraffinerie soll die Aula am Berliner Ring saniert werden. Schon vorher wurde die Veranstaltungstechnik modernisiert. Zudem wurde das Gebäude in den 1990er Jahren asbestsaniert.